# Delphacodes metcalfi
Delphacodes metcalfi är en insektsart som först beskrevs av Kusnezov 1929.  Delphacodes metcalfi ingår i släktet Delphacodes och familjen sporrstritar. Inga underarter finns listade i Catalogue of Life.